# Yaylacık, Amasya
Yaylacık là một xã thuộc thành phố Amasya, tỉnh Amasya, Thổ Nhĩ Kỳ.